# Saxifraga cintrana
Saxifraga cintrana, commumente conhecida como quaresmas-de-sintra, é uma espécie de planta com flor pertencente à família Saxifragaceae. 
A autoridade científica da espécie é Kuzinsky ex Willk., tendo sido publicada em Oesterr. Bot. Z. 39: 318. 1889.

Trata-se de uma planta hemicriptófita com indumento de plantas elipsoidais avermelhadas e sobretudo pêlos glandulíferos.
Tem talos floríferos, erectos, revestidos de glândulas sésseis e densos pêlos glandulíferos, que podem chegar até aos 30 centímetros de altura.As folhas são erectas, crenadas e carnosas. As inflorescências são em panícula umbelíforme ou antelada, com flores. As flores são brancas e o fruto é globoso. Floresce de Março a Junho. 
Distingue-se da saxifraga granulata, porque tem as pétalas recobertas de pêlos glandulosos na página superior, ao passo que aquela as tem glabras no mesmo sítio. 

## Portugal
Trata-se de uma espécie presente no território português, nomeadamente em Portugal Continental. Mais concretamente, encontra-se circunspecta à zona do Centro-oeste calcário.
Em termos de naturalidade é endémica da região atrás referida.

## Ecologia
É uma espécie rupícola, pelo que prefere as fendas entre rochas e muros calcários,  também medrando em ermos entre matas rasteiras.

## Protecção
Com base no estudo realizado, no relatório  estatal «Lista Vermelha Vascular de Portugal Continental» relativo ao ano de 2020, esmou-se que a população desta espécie deve orçar não mais de 10 mil indivíduos maturados, mormente circunscritos às serras de Aire e Candeeiros e Montejunto e respectivas cercanias.
Presentemente, foram assestados cerca de 10 núcleos populacionais, dispersos por quatro subpopulações. Sendo certo que têm vindo a conhecer um acentuado cerceio, a área de ocupação e a extensão de ocorrência desta planta não ultrapassa os 2.000 km2 e  os 20.000 km2, respectivamente. Tal diminuição deve-se às continuadas ameaças externas, representadas pela prática humana, designadamente no que concerne à industria da extração de inertes, bem como a galopante expansão urbana e turística, que retumbou num incremento da construção de infraestruturas. Dessarte, esta espécie subsume-se à Categoria de ameaça da IUCN  de «Planta Vulnerável».
Encontra-se protegida por legislação portuguesa ou da Comunidade Europeia, nomeadamente pelo Anexo II e IV da Directiva Habitats e pelo Anexo I da Convenção sobre a Vida Selvagem e os Habitats Naturais na Europa.
Saxifraga: nome genérico que vem do latim saxum, ("pedra; rocha") e frangere, ("partir; quebrar"), significando, portanto, «parte-pedras». 
Os antigos atribuíam a estas plantas a capacidade de partir seixos com as próprias raízes, bem como a propriedade medicinal de tratar problemas de cálculos urinários. 
Cintrana: nome da espécie, alude à região de Cintra.
O nome comum quaresmas-de-sintra, por seu turno, são uma alusão às quaresmas, flor quase idêntica à saxifraga cintrana. 